# Бернард IV (гроф Комижа)
Бернард IV (фр. Бернард IV де Комингес; у. 22. фебруар 1225) - гроф од Комижа из 1176. године. Син Бернарда III и ванбрачне ћерке грофа Тулуза Алфонса Журдена, чије је име можда било Лаурентина или Лаура. Учесник албижанских ратова на страни Катара.

## Биографија
Након смрти Бернарда III, његови синови су поделили очинско наследство. Роџер је добио виконство Коусеран, Бернард IV - грофовију Комиж.
Од 1180. године, по праву своје жене, Беатриче де Марсан, постао је гроф од Бигоре и виконт од Марсана. Ове поседе је задржао и након развода, али их је 1194. године, на захтев арагонског краља Алфонса II, пренео на своју ћерку Петронилу.
Односи са црквом код Бернарда IV нису били баш добри. У годинама 1180-1195. три пута је нападао Лисије и протерао његове бискупе. Током албижанских ратова, у почетку је био неутралан. Затим, када је Симон де Монфор напао посед грофа Рејмона VI од Тулуза, постао је савезник овог потоњег.
Учествовао је у борбама код Кастелнаударија и у бици код Мурета. Године 1212. Симон де Монфор је заузео Коменж. Године 1216, према Уговору из Латерана, Бернард IV је вратио своју жупанију, али је био приморан да своју ћерку Петронилу уда за Гаја, најмлађег сина Симона де Монфора.
Године 1218. учествовао је у одбрани Тулуза од крсташа. Септембра 1220, на захтев папе, престао је да подржава побуњенике против Монфора.
Умро 22. фебруара 1225 . године.

## Жене и деца
Године 1180. Бернард IV се оженио Беатрис де Марсан, грофицом од Бигоре. Имали су ћерку:
- Петронила († 1251), грофица од Бигоре и виконтеса де Марсан.

Године 1192, задржавши власт над Бигором, Бернард се развео од Беатриче и 1195. оженио Котор де ла Барт, ћерку Арноа Гијома, виконта де ла Барта. Деца:
- Бернард V (1196-1241), гроф од Коминжа
- Арнауд-Роџер, бискуп Комижа.

Растао се и са Комтор де ла Бартом због блиског (по црквеним канонима) сродства и 1197. године оженио се Маријом од Монпеље, ћерком Виљема VIII, господара Монпељеа, и Евдокије Комнин 1197. године. Деца:
- Матилда, из 1212. жена Санча III, виконта де ла Барта
- Петронила, жена Сантула I, грофа д'Астарак.

Такође, Бернард је имао ћерке Делфину и Маскаросу, али није познато ко им је мајка.
Године 1201. Бернард и Марија су се развели. Према једној верзији, Марија га је оставила да би се удала за Педра II Арагонског, а Бернард је одлучио да врати Комтор де ла Барту, своју бившу жену. Друга верзија каже да је Педро II од Арагона узео своју жену у замену за Вал д'Аран да би сам добио Монпеље и стекао упориште у Лангдоку.